# Zedenalmanak
De Zedenalmanak is een (inmiddels verouderde) uitgave van het Nederlandse ministerie van Justitie, naar aanleiding van de Wet van 9 oktober 1991 tot wijziging van de artikelen 242 tot en met 249 van het Wetboek van Strafrecht (Stb. 1991, 519), die per 1 december 1991 in werking is getreden, en wijzigingen doorvoerde in de zedelijkheidswetgeving. Het doel van deze almanak was "bij te dragen aan de effectieve bescherming van slachtoffers van seksueel geweld". De almanak biedt een veelheid aan informatie over allerlei grensoverschrijdende handelingen en hun gevolgen op het terrein van ongeoorloofde seksualiteit. In de almanak wordt duidelijk aangegeven welke handelingen strafbaar zijn en waar in de wet de strafbaarheid is vastgelegd. Ook geeft de almanak inzicht in de gevolgen van seksueel misbruik, die ingrijpend en veelomvattend kunnen zijn. In de huidige zedelijkheidswetgeving heeft het 'beschermingsmotief' van kinderen en vrouwen nadrukkelijk aandacht.  
De Zedenalmanak bestaat uit vier boekjes maar is al geruime tijd niet meer in gedrukte vorm verkrijgbaar, ze zijn wel te downloaden als pdf-bestand. Het is de in 2003 uitgekomen tweede druk, die is gebaseerd op de wetgeving en rechtspraak van, respectievelijk tot en met, eind 2001.